# Christopher Shields
Christopher John Shields (* 26. Juli 1958) ist ein US-amerikanischer Philosophiehistoriker auf dem Gebiet der antiken Philosophie.
Shields ist Distinguished Professor and Henry E. Allison Professor of the History of Philosophy am Center for Hellenic Studies der University of California, San Diego. Seit 2014 war er zuvor George N. Shuster Professor of Philosophy an der University of Notre Dame. Von 2004 bis 2014 war er Professor of Classical Philosophy an der Lady Margaret Hall, Universität Oxford, und von 2013 bis 2014 Chair des dortigen Philosophy Faculty Board. Von 1988 bis 2004 hat er an der University of Colorado at Boulder gelehrt. Zum Ph.D. promoviert wurde er 1986 an der Cornell University. Danach war er zunächst Assistant Professor in Philosophie am Colby College.
Er hatte unter anderem die Tang Chun-I Visiting Professorship an der Chinesischen Universität Hongkong, die Collins Visiting Professorship an der Universität von St. Louis und eine Senior Fellowship am Exzellenzcluster Topoi der Humboldt-Universität zu Berlin inne.
Shields arbeitet vor allem zu Aristoteles (Metaphysik, Über die Seele), zu Platon und auch zu Thomas von Aquin.

## Schriften (Auswahl)
- Fractured goodness: Aristotle’s response to Plato’s form of the good. Oxford University Press, Oxford 2024, ISBN 9780198915690.
- Aristotle’s De Anima. Translated with Introduction and Commentary. Oxford University Press, Oxford 2016.
- First Philosophy First: Aristotle and the Practice of Metaphysics, in: Frisbee Sheffield, James Warren (Hrsg.), The Routledge Companion to Ancient Philosophy. Routledge, London 2014, 332–346.
- (Hrsg.): The Oxford Handbook of Aristotle. Oxford University Press, Oxford 2012.
- Ancient Philosophy: A Contemporary Introduction. Routledge, London 2011.
- Aristotle. Routledge, London 2007.
- Classical Philosophy: A Contemporary Introduction. Routledge, London 2003.
- mit Robert Pasnau: The Philosophy of Thomas Aquinas. Westview Press, Boulder 2003; 2. Auflage Oxford University Press, Oxford 2015.
- (Hrsg.): The Blackwell Guide to Ancient Philosophy. Blackwell Publishers, Oxford 2002.
- Order in Multiplicity: Homonymy in the Philosophy of Aristotle. Oxford University Press, Oxford 1999.